# مسعود ابطحی
مسعود ابطحی (زادهٔ ۱۵ آذر ۱۳۵۹) بازیکن اسبق فوتبال اهل ایران است که در پست مهاجم بازی می‌کرد. وی سابقه حضور در باشگاه فوتبال صبای قم در لیگ برتر خلیج فارس را دارد.

## سابقه بازی
ابطحی در دیدار حساس تراکتور مقابل آلومینیوم هرمزگان گل تعیین‌کننده‌ای به ثمر رساند که زمینه‌ساز صعود تیمش به لیگ برتر شد.

## سابقه مربیگری
ابطحی سابقه همکاری با مربیانی از جمله محمود فکری، وحید فاضلی، ساکت الهامی را در لیگ برتر دارد.
همچنین وی با تیم نساجی مازندران قهرمان جام حذفی فوتبال ایران ۱۴۰۱ شد.

## آمار

### باشگاهی
| باشگاه      | فصل        | لیگ         | لیگ  | لیگ | جام‌حذفی | جام‌حذفی | قاره‌ای | قاره‌ای | سوپرجام | سوپرجام | مجموع | مجموع |
| باشگاه      | فصل        | دسته        | بازی | گل  | بازی    | گل      | بازی   | گل     | بازی    | گل      | بازی  | گل    |
| ----------- | ---------- | ----------- | ---- | --- | ------- | ------- | ------ | ------ | ------- | ------- | ----- | ----- |
| صبای قم     | ۸۵–۱۳۸۴    | لیگ برتر    | ۱۰   | ۱   | ۱       | ۰       | –      | –      | –       | –       | ۱۱    | ۱     |
| شاهین بوشهر | ۸۶–۱۳۸۵    | لیگ آزادگان | -    | -   | ۳       | ۲       | –      | –      | –       | –       | ۳     | ۲     |
| تراکتور     | ۸۷–۱۳۸۶    | لیگ آزادگان | -    | -   | ۳       | ۰       | –      | –      | –       | –       | ۳     | ۰     |
| داماش گیلان | ۸۸–۱۳۸۷    | لیگ برتر    | -    | -   | ۱       | ۱       | –      | –      | –       | –       | ۱     | ۱     |
| سیاه‌جامگان  | ۹۳–۱۳۹۲    | لیگ آزادگان | ۶    | ۰   | ۰       | ۰       | ۰      | ۰      | –       | –       | ۶     | ۰     |
| مجموع آمار  | مجموع آمار | مجموع آمار  | ۱۶   | ۱   | ۸       | ۳       | –      | –      | –       | –       | ۲۴    | ۴     |

## افتخارات
نساجی مازندران
- جام حذفی فوتبال ایران
  - قهرمان (۱): ۰۱–۱۴۰۰